# Molophilus tristylus
Molophilus tristylus är en tvåvingeart som beskrevs av Alexander 1927. Molophilus tristylus ingår i släktet Molophilus och familjen småharkrankar. Inga underarter finns listade i Catalogue of Life.